# Episodi di CBS Summer Playhouse (prima stagione)
La prima stagione della serie televisiva CBS Summer Playhouse è stata trasmessa in anteprima negli Stati Uniti d'America dalla CBS tra il 12 giugno 1987 e il 18 settembre 1987.
| nº | Titolo originale             | Titolo italiano | Prima TV USA      | Prima TV Italia |
| -- | ---------------------------- | --------------- | ----------------- | --------------- |
| 1  | The Saint in Manhattan       |                 | 12 giugno 1987    |                 |
| 2  | Kung Fu: The Next Generation |                 | 19 giugno 1987    |                 |
| 3  | Changing Patterns            |                 | 26 giugno 1987    |                 |
| 4  | Mickey and Nora              |                 | 26 giugno 1987    |                 |
| 5  | Puppetman                    |                 | 3 luglio 1987     |                 |
| 6  | Sawdust                      |                 | 3 luglio 1987     |                 |
| 7  | Barrington                   |                 | 9 luglio 1987     |                 |
| 8  | Doctors Wilde                |                 | 17 luglio 1987    |                 |
| 9  | Mabel and Max                |                 | 31 luglio 1987    |                 |
| 10 | King of the Building         |                 | 31 luglio 1987    |                 |
| 11 | The Time of Their Lives      |                 | 7 agosto 1987     |                 |
| 12 | Infiltrator                  |                 | 14 agosto 1987    |                 |
| 13 | Reno and Yolanda             |                 | 28 agosto 1987    |                 |
| 14 | Day to Day                   |                 | 28 agosto 1987    |                 |
| 15 | Sirens                       |                 | 4 settembre 1987  |                 |
| 16 | In the Lion's Den            |                 | 4 settembre 1987  |                 |
| 17 | Travelin' Man                |                 | 11 settembre 1987 |                 |
| 18 | Kingpins                     |                 | 18 settembre 1987 |                 |
| 19 | Sons of Gunz                 |                 | 18 settembre 1987 |                 |